# Campeonato Carioca de Futebol Feminino Sub-20
O Campeonato Carioca Feminino Sub-20 é uma competição de futebol feminino organizada pela Federação de Futebol do Estado do Rio de Janeiro (FERJ). Desde sua inauguração em 2008, o torneio teve pausas durante sua realização, além de ter sofrido alterações na faixa de etária de disputa do torneio.
O campeonato tem sido disputado em um formato híbrido, incluindo etapas de grupos e jogos eliminatórios. Entretanto, o regulamento foi sujeito a modificações ao longo dos anos, devido às variações no número de datas e de participantes.
O Botafogo e o Vasco da Gama são os clubes com o maior número de conquistas neste torneio, totalizando dois títulos.

## História
O campeonato teve duas edições realizadas entre 2008 e 2009, no qual foram vencidas pelo Vassouras e pelo Vasco da Gama, respectivamente.
O campeonato retornou em 2019 na categoria sub-18, com o objetivo de fomentar o futebol feminino, revelar novos talentos e aumentar a prática do esporte, a tabela da primeira edição foi divulgada no dia 9 de agosto, junto com os 10 clubes participantes: Barcelona-RJ, Barra da Tijuca, Botafogo, Brasileirinho, Duque de Caxias, Flamengo, Fluminense, Jacarepaguá, Pérolas Negras e Vasco da Gama. Posteriormente, o Barcelona, Jacarepaguá e Pérolas Negras desistiram do certame, enquanto o Real Maré entrou na competição. Na primeira edição, o Vasco conquistou o título ao derrotar o Fluminense na decisão. A edição seguinte que seria realizada em 2020 foi cancelada junto com outras competições devido a pandemia de covid-19.
O torneio retornou em 2021, com uma equipe a mais referente a edição anterior. O Fluminense conquistou a competição ao empatar no tempo regulamentar e vencer nos pênaltis na decisão contra o Flamengo. Para o ano de 2022, a FERJ aumentou a faixa etária do campeonato, de sub-18 para sub-20, e o retorno da categoria sub-17. Nessa temporada, o Botafogo saiu vencedor da competição após superar o Fluminense na final. Na edição seguinte, a equipe alvinegra conquistou o bicampeonato depois de derrotar o Flamengo nos pênaltis. Em 2024, o Flamengo conquistou seu primeiro título.

## Campeões
Categoria sub-20
Categoria sub-18
Categoria sub-20

### Títulos por clube
| Pos | Clube         | Títulos | Vices | Semifinais |
| --- | ------------- | ------- | ----- | ---------- |
| 1.º | Botafogo      | 2       | —     | 2          |
| 1.º | Vasco da Gama | 2       | —     | 2          |
| 3.º | Fluminense    | 1       | 3     | 1          |
| 4.º | Flamengo      | 1       | 2     | 2          |
| 5.º | Vassouras     | 1       | —     | 1          |
| 6.º | CEPE-Caxias   | —       | 2     | —          |
| 7.º | Campo Grande  | —       | —     | 2          |
| 7.º | Karanba       | —       | —     | 2          |
| 9.º | Bangu         | —       | —     | 1          |
| 9.º | Heips         | —       | —     | 1          |

### Títulos por cidade
| Pos | Cidade          | Títulos | Vices | Semifinais |
| --- | --------------- | ------- | ----- | ---------- |
| 1.º | Rio de Janeiro  | 6       | 5     | 11         |
| 2.º | Vassouras       | 1       | —     | 1          |
| 3.º | Duque de Caxias | —       | 2     | —          |
| 4.º | São Gonçalo     | —       | —     | 2          |